# Alonso de Ercilla
Alonso de Ercilla y Zúñiga (n. 7 august 1533 - d. 29 noiembrie 1594) a fost un nobil și poet epic spaniol.

## Opera
Opera sa principală este Araucana (scrisă în perioada 1569 - 1589), care este un poem epic, în mare parte scris în Chile.
Aici sunt descrise, cu multă culoare și relief, dificultățile întâmpinate de spanioli în timpul războiului din Arauco, la care și autorul participase.
Acestă scriere este considerată cel mai important epos spaniol din secolul al XVI-lea.